# ティミムン県
ティミムン県（ティミムンけん、アラビア語: ولاية تيميمون, ラテン文字転写: wilāyat Tīmīmūn; フランス語: wilaya de Timimoun）は、アルジェリアの県（ウィラーヤ）のひとつ。県都はティミムン。国土の中央部、サハラ砂漠に位置する。面積は約6万5千平方キロメートル、人口は約12万人（2008年国勢調査）。
2015年5月27日、アドラール県北部に設置されたティミムン準県（Wilaya déléguée、県と郡の中間区分）を前身とする。2019年12月5日、単独の県に昇格した。

## 行政区画

アドラール県時代の郡の地図

4つの郡（ダーイラ）と10つの自治体（バラディーヤ / コミューン）を管轄する。表の番号は右の地図と対応している。
| 番号 | 郡           | アラビア語名  | 面積 （km2） | 人口 （2008年） | 自治体                               |
| ---- | ------------ | ------------- | ------------ | --------------- | ------------------------------------ |
| 3    | Aougrout     | دائرة أوقروت  | 16,820       | 28,869          | Aougrout、デルドゥル、メタファ       |
| 5    | シャロイヌ郡 | دائرة شروين   | 9,986        | 31,149          | シャロイヌ、ウレド・アイサ、タルミヌ |
| 8    | ティミムン郡 | دائرة تيميمون | 10,423       | 41,279          | ウレド・サイード、ティミムン         |
| 9    | Tinerkouk    | دائرة تينركوك | 28,205       | 20,722          | Ksar Kaddour、Tinerkouk              |

## 交通
- 国道6号（フランス語版） - アルジェリアを縦断する主要国道。県南部を走る。
- 国道51号（フランス語版） - 東のエル・メニア県（国道1号）から南のアドラール県（国道6号）までを結び、ティミムンで方向転換を行う。
- 国道51A号 - 国道51号の支線。ティミムンから西方向へ進み、本線と異なり県内で国道6号と接続する。
- 国道118号 - ティミムンと北のエル・バヤード県（国道6B号）を結ぶ。